# Светско првенство у атлетици у дворани 2006 — бацање кугле за жене
Бацање кугле у женској конкуренцији на 11. Светском првенству у атлетици 2006. у Москви одржано је 11. и 12. марта у Спортском центру „Олимпијски“.
Титулу освојену 2004. у Будимпешти није бранила Светлана Кривелева из Русије.

## Земље учеснице
Учествовала је 13 такмичарки из 12 земаља.
1. Белорусија (2)
2. Италија (1)
3. Кина (1)
4. Куба (1)
5. Немачка (2)
6. Пољска (1)
7. Русија (2)
8. САД (2)
9. Тринидад и Тобаго (1)

## Освајачи медаља
| Освајачи медаља   |                |                 |  |  |  |  |
|                   |                |                 |  |  |  |  |
|                   |                |                 |  |  |  |  |
|                   |                |                 |  |  |  |  |
| Наталија Михневич | Надин Клајнерт | Олга Рјабинкина |  |  |  |  |
| Белорусија        | Немачка        | Русија          |  |  |  |  |

## Рекорди
9. март 2006.
| Рекорди пре почетка Светског првенства 2006. | Рекорди пре почетка Светског првенства 2006. | Рекорди пре почетка Светског првенства 2006. | Рекорди пре почетка Светског првенства 2006. | Рекорди пре почетка Светског првенства 2006. | Рекорди пре почетка Светског првенства 2006. |
| -------------------------------------------- | -------------------------------------------- | -------------------------------------------- | -------------------------------------------- | -------------------------------------------- | -------------------------------------------- |
| Светски рекорд                               | 22,50                                        | Хелена Фибингерова                           | Чехословачка                                 | Јаблонец, Чехословачка                       | 19. фебруар 1977.                            |
| Рекорд светских првенстава                   | 20,55                                        | Ирина Кожаненко                              | Белорусија                                   | Бирмингем, Уједињено Краљевство              | 15. март 2003.                               |
| Најбољи резултат сезоне                      | 19,55                                        | Наталија Михневич                            | Белорусија                                   | Минск, Белорусија                            | 10. фебруар 2006.                            |
| Европски рекорд                              | 22,50                                        | Хелена Фибингерова                           | Чехословачка                                 | Јаблонец, Чехословачка                       | 19. фебруар 1977.                            |
| Северноамерички рекорд                       | 19,83                                        | Ramona Pagel                                 | Сједињене Државе                             | Инглвуд, САД                                 | 20. фебруар 1987.                            |
| Јужноамерички рекорд                         | 18,33                                        | Елисанжела Адријано                          | Бразил                                       | Пиреј, Грчка                                 | 24. фебруар 1999.                            |
| Афрички рекорд                               | 18,13                                        | Вивијан Чуквумика                            | Нигерија                                     | Флагстаф, САД                                | 4. фебруар 2006.                             |
| Азијски рекорд                               | 21,10                                        | Ли Мејсу                                     | Кина                                         | Пекинг, Кина                                 | 3. март 1990.                                |
| Океанијски рекорд                            |                                              |                                              |                                              |                                              |                                              |

## Најбољи резултати у 2006. години
Десет најбољих атлетичарки године у бацању кугле у дворани пре почетка првенства (10. марта 2006), имале су следећи пласман.
| 1.  | Наталија Михневич         | Белорусија        | 19,55 | 23. фебруар |
| 2.  | Џилијан Камарена-Вилијамс | Сједињене Државе  | 19,26 | 25. фебруар |
| 3.  | Петра Ламерт              | Немачка           | 19,25 | 25. фебруар |
| 4.  | Олга Рјабинкина           | Русија            | 19,23 | 12. јануар  |
| 5.  | Надин Клајнерт            | Немачка           | 19,07 | 27. јануар  |
| 6.  | Laura Gerraughty          | Сједињене Државе  | 18,87 | 25. фебруар |
| 7.  | Клиопатра Борел-Браун     | Тринидад и Тобаго | 18,79 | 18. фебруар |
| 8.  | Кјара Роза                | Италија           | 18,41 | 18. фебруар |
| 9.  | Ли Фенгфенг               | Кина              | 18,32 | 19. фебруар |
| 10. | Кристин Хистон            | Сједињене Државе  | 18,24 | 25. фебруар |

Такмичарке чија су имена подебљана учествују на СП 2006.

## Сатница
| Датум          | Време | Ниво          |
| -------------- | ----- | ------------- |
| 11. март 2006. | 10:50 | Квалификације |
| 12. март 2006. | 16:20 | Финале        |

## Резултати

### Квалификације
Такмичење је одржано 11. марта 2004. године у 10:20. Квалификациона норма за финале износила је 18,20 м (КВ), коју су испунило 7 такмичарки, а 1  се пласирала на основу постигнутог резултата.,,
| Поз. | Атлетичарка               | Земља             | ЛР     | ЛРС   | #1    | #2    | #3    | Резултат | Белешка  |
| ---- | ------------------------- | ----------------- | ------ | ----- | ----- | ----- | ----- | -------- | -------- |
| 1.   | Наталија Михневич         | Белорусија        | 20,04о | 19,55 | 19,33 |       |       | 19,33    | КВ       |
| 2.   | Олга Рјабинкина           | Русија            | 19,65о | 19,23 | 19,01 |       |       | 19,01    | КВ       |
| 3.   | Надзеја Астапчук          | Белорусија        | 21,09о |       | 18,98 |       |       | 18,98    | КВ Диск. |
| 3.   | Јумилеиди Кумба           | Куба              | 19,97о |       | 18,13 | x     | 18,73 | 18,73    | КВ, ЛРС  |
| 4.   | Надин Клајнерт            | Немачка           | 20,06о | 19,07 | 18,57 |       |       | 18,57    | КВ       |
| 5.   | Џилијан Камарена Вилијамс | САД               | 19,26  | 19,26 | 16,23 | x     | 18,25 | 18,25    | КВ       |
| 6.   | Петра Ламерт              | Немачка           | 19,81о | 19,25 | 16,93 | 17,32 | 18,24 | 18,24    | КВ       |
| 7.   | Клеопатра Борел           | Тринидад и Тобаго | 19,48  | 18,79 | 17,92 | 17,82 | x     | 17,92    | КВ       |
| 8.   | Кјара Роза                | Италија           | 18,71о | 18,41 | 17,70 | 17,51 | 17,85 | 17,85    |          |
| 9.   | Кристин Хистон            | САД               | 18,68о | 18,24 | 17,07 | 17,83 | x     | 17,83    |          |
| 10.  | Кристина Забавска         | Пољска            | 19,42о | 18,02 | 17,50 | x     | 17,53 | 17,53    |          |
| 11.  | Олга Иванова              | Русија            | 18,56о | 18,14 | 16,89 | 17,50 | x     | 17,50    |          |
| 12.  | Ли Линг                   | Кина              | 18,68о | 18,20 | 16,94 | 15,73 | x     | 16,94    |          |

### Финале
Такмичење је одржано 12. марта 2004. године у 16:20.,,
| Пласман | Атлетичарка               | Земља             | #1    | #2    | #3    | #4    | #5    | #6    | Резултат | Белешке |
| ------- | ------------------------- | ----------------- | ----- | ----- | ----- | ----- | ----- | ----- | -------- | ------- |
|         | Наталија Михневич         | Белорусија        | 19,00 | 19,84 | x     | X     | 19,28 | 19,36 | 19,84    | ЛР      |
|         | Надин Клајнерт            | Немачка           | 19,26 | 19,64 | 19,32 | 19,09 | 19,35 | x     | 19,64    | ЛР      |
|         | Олга Рјабинкина           | Русија            | 18,96 | 18,95 | 19,24 | x     | X     | x     | 19,24    | ЛРС     |
| 4.      | Петра Ламерт              | Немачка           | 18,92 | 19,21 | 18,75 | 18,97 | 18,81 | 18,81 | 19,21    |         |
| 5.      | Јумилеиди Кумба           | Куба              | 18,28 | x     | X     | x     | X     | x     | 18,28    |         |
| 6.      | Надзеја Астапчук          | Белорусија        | X     | X     | 17,93 | X     | X     | 18,13 | 18,13    | Диск.   |
| 6.      | Џилијан Камарена Вилијамс | САД               | x     | X     | 17,15 | 17,60 | x     | X     | 17,60    |         |
| 7.      | Клеопатра Борел           | Тринидад и Тобаго | 17,00 | 17,38 | x     | 17,59 | x     | 17,52 | 17,59    |         |